# Кругла вежа (Ардпатрік)

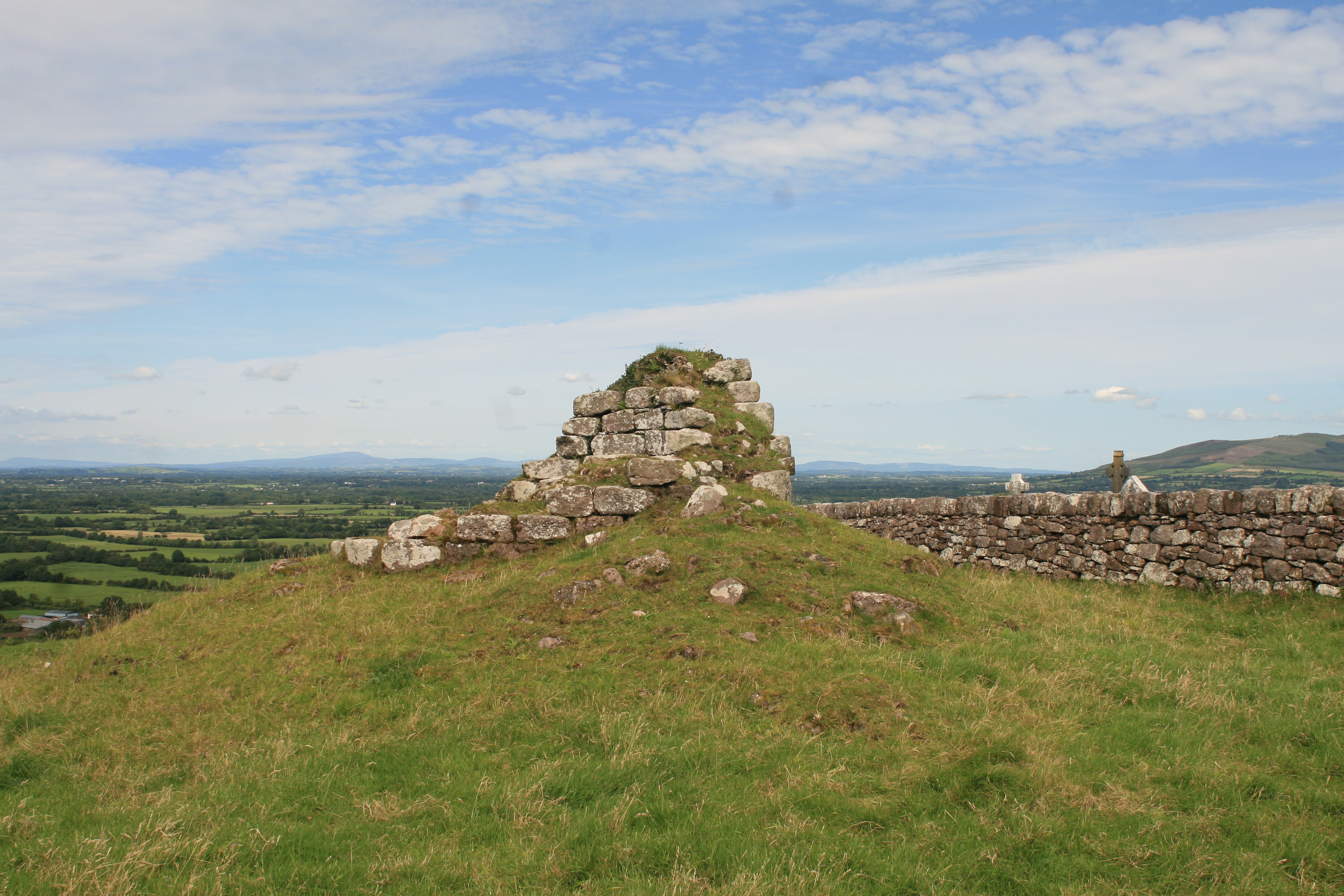
Руїни круглої вежі Ардпатрік.

Кругла вежа Ардпатрік (ірл. – Cloigtheach Ard Pádraig) – одна із круглих веж Ірландії.

## Історія круглої вежі Ардпатрік
Назва вежі Ардпатрік перекладається з ірландської як Високий Патрік і пов’язана з іменем Святого Патріка. Вежа не збереглася – лишилися одні руїни. Вежа розташована біля одноіменного селища, що в графстві Лімерик, Ірландія. Селище і вежа розташовані біля підніжжя північних схилів гір Баллігура, що на краю Золотої Долини. У давнину ця місцевість була відома як Тулах на Фейнне (ірл. - Tulach na Féinne) – Пагорб Фіанни. У селищі живе нині біля 400 чоловік, що живуть навколо парафіяльної церкви. Недалеко від круглої вежі Ардпатрік проходить щоліта трьохденний фестиваль на Фіанна. Біля вежі розташований монастир. Будівництво і вежі і монастиря датують V століттям. Легенда розповідає, що на вежі колись висіли 7 срібних дзвонів. Згідно переказів монастир заснував сам Святий Патрік. Вежа і монастир оточені земляними валами, які набагато давніші – датуються як мінімум початком Залізної доби, а можливо, кінцем Бронзової доби. З пагорба видно замок Олівер, що збудував Олівер Гаскойн в ХІХ столітті. Нещодавно були відреставровані старовинні вітражі, на яких зображено життя Святого Патріка. Зараз ці землі і селище належать до парафії Кілфінан. Згідно з переписами населення 1901 і 1911 років на землях біля вежі Ардпатрік жили люди з кланів Мерфі, О’Салліван, Мак-Карті, О’Коннелл, Волш, Райан, Баррет, Фіцджеральд, Хейс, Керролл, Данворт, О’Доннелл, О’Ші, Клері, Лайонс, О’Браєн, Бурк, Квілінан, Тобін, Трісі, Берк, Мак-Грат, О’Лірі.